# Jolanta Molas
Jolanta Stanisława Molas – polska fizjolog roślin, biolog, dr hab. nauk rolniczych, profesor nadzwyczajny i prodziekan Wydział Biogospodarki oraz Wydziału Nauk Rolniczych w Zamościu Uniwersytetu Przyrodniczego w Lublinie.

## Życiorys
W 1981 r. ukończyła studia biologiczne na Uniwersytecie Marii Curie-Skłodowskiej w Lublinie, w 1990 r. obroniła pracę doktorską pt. Procesy towarzyszące gojeniu się ran bulw ziemniaka u odmian o różnej odporności na patogeny i trwałości przechowalniczej, której promotorem był prof. Zygmunt Hejnowicz. W 2011 r. habilitowała się na podstawie pracy zatytułowanej Pobieranie niklu przez rośliny kapusty (Brassica oleracea L.) i jego toksyczność w zależności od formy chemicznej dodanej do podłoża.
Była pracownikiem naukowym w Katedrze Biologii Roślin (Wydział Nauk Rolniczych w Zamościu) i Katedra Fizjologii Roślin (Wydział Ogrodnictwa i Architektury Krajobrazu/Wydział Biogospodarki) na Uniwersytecie Przyrodniczym w Lublinie. Na Wydziale Nauk Rolniczych w Zamościu oraz Wydziale Biogospodarki pełniła funkcję prodziekana. 